# The Phone (reality show)
The Phone é um reality show holandês criado por Willem Brom, Beau van Erven Dorens e Marc Bennink. O primeiro episódio do programa foi ao ar pela emissora holandesa AVRO em 6 de julho de 2007. O programa já foi vendido para mais 52 países diferentes[carece de fontes?] e ganhou o prêmio Rosa de Ouro de melhor reality em 2008.

## Sinopse
Em cada programa dois telefones celulares serão escondidos em lugares aleatórios pelos produtores. Os telefones vão começar a tocar e as pessoas que atendem as chamadas são os participantes do momento do jogo. Essas duas pessoas têm agora a chance de ganhar prêmios em dinheiro, por colaborar numa espécie de caça-ao-tesouro, para realização das missões dadas. O único aspecto do programa é que ele é filmado como um filme em vez de um reality show. Foi inspirado em filmes como Duro de Matar - A Vingança.

## Versão no Brasil
The Phone: A Missão é um reality show brasileiro da Rede Bandeirantes, baseado no programa criado originalmente pela Fremantle Media.

## Versões pelo mundo
| País                   | Título              | Emissora           | Transmissão original                      | Voz do celular    |
| ---------------------- | ------------------- | ------------------ | ----------------------------------------- | ----------------- |
| Austrália              | The Phone           | FOX8               | 19 de janeiro de 2009 - presente          | Justin Melvey     |
| Brasil                 | The Phone: A Missão | Band               | 12 de abril de 2011 - 12 de julho de 2011 | Sérgio Albert     |
| Israel                 | הטלפון HaTelefon    | Channel 2 (Reshet) | 2 de julho de 2009 - presente             | Oded Leopold      |
| Países Baixos          | The Phone           | AVRO               | 6 de julho de 2007 - 2009                 | Frederik Brom     |
| Países Baixos          | The Phone           | RTL 5              | 2010 - atualmente                         | Eddy Zoëy         |
| Roménia                | Telefonul           | Prima TV           | 8 de outubro de 2009 - presente           | TBA               |
| Rússia                 | Звонок Zvonok       | CTC                | 7 de setembro de 2007 - presente          | TBA               |
| Emirados Árabes Unidos | The Phone Abu Dhabi | Abu Dhabi TV       | 13 de maio de 2010 - presente             | Hamad Almazrooi   |
| Estados Unidos         | The Phone           | MTV                | 21 de abril de 2009 - presente            | Emmett J. Scanlan |